# Паскал Янакиев
Паскал Доров (Дорев) Янакиев (Накев) е български революционер, деец на „Охрана“ в периода на Втората световна война.

## Биография
Паскал Янакиев е роден в 1887 година в костурското село Маняк, тогава в Османската империя, днес Маняки, Гърция. Баща му Доро Янакиев е ръководител на манякския революционен комитет на Вътрешната македоно-одринска революционна организация. При избухването на Балканската война в 1912 година Паскал Янакиев е доброволец в Македоно-одринското опълчение и служи в четите на Васил Чекаларов, подпоручик Иван Попов и Христо Силянов. Носител е на кръст „За храброст“ IV степен.
На 5 март 1943 година участва в официалното формиране на Охрана в Костур и влиза в централния ѝ комитет заедно с Пандо Макриев, Лука Диманов, Кузман Шестоваров, Никола Шестоваров и Константин Попантов. Заедно с брат си Васил Янакиев са ръководителите на Охрана в Маняк. Гръцкият митрополит на Костур Никифор Папасидерис прави неуспешен опит да привлече на страната на гръцките административни власти Паскал Янакиев с подкуп от 500 златни лири. Това се случва успоредно с опита на италианските власти да влеят комитета към Батальоните за сигурност. След настъплението на Съюзниците в Сицилия и Южна Италия обстановката се променя и командващия италианските окупационни части Алдо Вениери арестува Паскал Янакиев.